# Multi-slit Solar Explorer
Multi-slit Solar Explorer, plus communément désignée par son acronyme MUSE, est une mission spatiale du programme Explorer de l'agence spatiale américaine, la NASA, dont l'objectif principal est de comprendre le mécanisme d'échauffement de la couronne solaire et les processus à l'origine des éruptions solaires et des éjections de masse coronale. La mission repose sur un télescope spatial de petite taille (291 kg) observant le Soleil dans l'ultraviolet lointain et analysant le rayonnement émis à l'aide d'un spectrographe à fentes. Il se distingue des missions antérieures par sa résolution spatiale élevée (0,5 seconde d'arc) et sa résolution temporelle 30 à 100 fois supérieure.
La mission MUSE a été sélectionnée en février 2022 et doit être placée sur une orbite héliosynchrone en 2027. La durée de la mission primaire est de deux ans.

## Historique
En février 2022, la NASA sélectionne deux missions d'héliophysique (étude du Soleil) dans le cadre de son programme Explorer qui regroupe des missions scientifiques à faible coût. la mission HelioSwarm et MUSE. Cette dernière est un télescope spatial  équipé un spectromètre multi-fentes qui doit observer les émissions de la couronne solaire dans l'ultraviolet lointain. Le responsable de ma mission est Bart DePontieu du Centre de technologie avancée de la société  Lockheed Martin (Palo Alto, Californie). La mission de type Explorer MIDEX dispose d'un budget de 192 millions US$. Début mai 2025 le projet passe avec succès la revue de conception critique qui valide les caractéristiques détaillées des différents sous-systèmes de la mission qui doit être placée en orbite en 2027.